# Andreas Glockner
Andreas Glockner (* 25. Februar 1988 in Titisee-Neustadt) ist ein deutscher ehemaliger Profi-Fußballspieler.

## Karriere
Glockner spielte seit der D-Jugend für den SC Freiburg. 2006 erzielte er im Halbfinale des DFB-Junioren-Vereinspokals gegen den 1. FC Nürnberg den 1:0-Führungstreffer (Endstand 2:0), verpasste allerdings verletzungsbedingt den Finalsieg seiner Mannschaft im Berliner Olympiastadion (4:1 gegen den Karlsruher SC). Zu Beginn der Saison 2006/07 zog sich Glockner einen Kreuzbandriss zu und fiel für die gesamte Runde aus. In der Saison 2007/08 ist Glockner Stammspieler in der Nachwuchsmannschaft des SC Freiburg, die in der Oberliga Baden-Württemberg die Tabelle anführt.
Sein Debüt in der 2. Bundesliga gab er am 6. April 2008 im Auswärtsspiel gegen den FC St. Pauli. Er stand überraschend in der Startaufstellung und verlor mit seinem Klub 0:5.
In seinem dritten Spiel bei den Profis gegen TuS Koblenz erzielte er sein erstes Tor für den SC Freiburg. Am 17. April 2008 unterschrieb Glockner einen langfristigen Profivertrag.
Glockner durchlief die DFB-Jugendauswahlen der U-16, U-17 und U-18. Nach seiner Verletzung wurde er im März 2008 auch erstmals in den Kader der U20-Nationalmannschaft berufen, die Partie gegen die Schweiz musste wegen Schneefalls aber abgesagt werden. Einen Monat später kam er im Nachholspiel zum Einsatz.
Am 27. September 2009 kam Glockner zu seinem ersten Bundesligaeinsatz für die Breisgauer, als er im Heimspiel gegen Borussia Mönchengladbach in der 82. Minute eingewechselt wurde.
Am 7. Januar 2010 gaben der SC Freiburg und die TuS Koblenz bekannt, dass Andreas Glockner bis zum Ende der Saison 2009/10 an den Zweitligisten ausgeliehen wird. Damit soll er in Koblenz Spielpraxis sammeln und den Verein vor dem Abstieg in die dritte Liga zu bewahren.
Zur Saison 2010/11 wechselte er zum 1. FC Heidenheim 1846 und unterschrieb einen Einjahresvertrag.
Sein Debüt in Heidenheim gab Glockner am 2. Spieltag gegen den VfB Stuttgart II, als er für Marc Schnatterer ins Spiel kam. Am Ende der Saison konnten der 1. FC Heidenheim und Andreas Glockner sich auf keinen neuen Vertrag einigen.
Zur Saison 2011/12 unterzeichnete Glockner einen Zweijahresvertrag beim Zweitligaabsteiger VfL Osnabrück. Nach zwei Jahren als Stammspieler verließ Glockner den VfL wieder und wechselte zum Ligakonkurrenten 1. FC Saarbrücken. Dort erhielt er einen Vertrag bis zum 30. Juni 2015. Ein halbes Jahr nach seinem Wechsel löste er seinen Vertrag beim FCS wieder auf und kehrte zum VfL Osnabrück zurück, wo er einen neuen Kontrakt bis zum 30. Juni 2015 unterschrieb. Im Januar 2015 löste er seinen Vertrag in Osnabrück wieder auf und wechselte zum Ligakonkurrenten SC Fortuna Köln.
Nach Ablauf seines Vertrages in Köln schloss sich Glockner erneut der TuS Koblenz in der Regionalliga an und unterzeichnete dort einen Vertrag bis 2018. Nach dem Abstieg und dem Auslaufen seines Vertrages in Koblenz im Sommer 2018 wechselte Glockner innerhalb der Regionalliga Süd-West zu Wormatia Worms. Dort beendete er nach einer Saison seine Profikarriere, ehe sein Wechsel zum FC Bad Krozingen, einem Landesligisten aus dem Raum Freiburg, bekannt gegeben wurde.
Im Jahr 2015 machte sich Glockner neben seiner Karriere als Profifußballer als Finanzberater selbstständig und arbeitet seither bei Swiss Life Select.